# Roy Makaay
Rudolphus Antonius „Roy” Makaay (Wijchen, 1975. március 9. –) holland válogatott labdarúgó, olimpikon.
A bajnokok ligája történetében ő szerezte a leggyorsabb gólt: 2007-ben a Real Madrid ellen 10.2 másodperc alatt talált be Iker Casillas kapujába.

## Statisztikái

### Klubcsapatokban
| Klub                | League         | Szezon         | League | League | Nemzeti kupa | Nemzeti kupa | Nemzetközi kupa | Nemzetközi kupa | Összesen | Összesen |
| Klub                | League         | Szezon         | Mérk.  | Gólok  | Mérk.        | Gólok        | Mérk.           | Gólok           | Mérk.    | Gólok    |
| ------------------- | -------------- | -------------- | ------ | ------ | ------------ | ------------ | --------------- | --------------- | -------- | -------- |
| Vitesse             | Eredivisie     | 1993–94        | 10     | 1      |              |              |                 |                 | 10       | 1        |
| Vitesse             | Eredivisie     | 1994–95        | 34     | 11     |              |              |                 |                 | 34       | 11       |
| Vitesse             | Eredivisie     | 1995–96        | 31     | 11     |              |              | -               | -               | 31       | 11       |
| Vitesse             | Eredivisie     | 1996–97        | 34     | 19     | 5            | 3            | -               | -               | 39       | 22       |
| Vitesse             | Eredivisie     | Összesen       | 109    | 42     |              |              |                 |                 | 114      | 45       |
| Tenerife            | La Liga        | 1997–98        | 36     | 7      | 0            | 0            | -               | -               | 36       | 7        |
| Tenerife            | La Liga        | 1998–99        | 36     | 14     | 2            | 0            | -               | -               | 38       | 14       |
| Tenerife            | La Liga        | Összesen       | 72     | 21     |              |              | -               | -               | 74       | 21       |
| Deportivo La Coruña | La Liga        | 1999–2000      | 36     | 22     | 2            | 1            | 3               | 3               | 41       | 26       |
| Deportivo La Coruña | La Liga        | 2000–01        | 29     | 16     | 0            | 0            | 6               | 1               | 35       | 17       |
| Deportivo La Coruña | La Liga        | 2001–02        | 30     | 12     | 2            | 1            | 9               | 1               | 41       | 14       |
| Deportivo La Coruña | La Liga        | 2002–03        | 38     | 29     | 5            | 1            | 11              | 9               | 54       | 39       |
| Deportivo La Coruña | La Liga        | Összesen       | 133    | 79     | 9            | 3            | 29              | 14              | 171      | 96       |
| Bayern München      | Bundesliga     | 2003–04        | 32     | 23     | 4            | 2            | 8               | 6               | 44       | 31       |
| Bayern München      | Bundesliga     | 2004–05        | 33     | 22     | 5            | 5            | 8               | 7               | 46       | 34       |
| Bayern München      | Bundesliga     | 2005–06        | 31     | 17     | 5            | 0            | 8               | 2               | 44       | 19       |
| Bayern München      | Bundesliga     | 2006–07        | 33     | 16     | 3            | 0            | 8               | 2               | 44       | 18       |
| Bayern München      | Bundesliga     | Összesen       | 129    | 78     | 17           | 7            | 32              | 17              | 178      | 102      |
| Feyenoord           | Eredivisie     | 2007–08        | 28     | 13     | 5            | 7            | -               | -               | 33       | 20       |
| Feyenoord           | Eredivisie     | 2008–09        | 31     | 16     | 3            | 4            | 6               | 0               | 39       | 20       |
| Feyenoord           | Eredivisie     | 2009–10        | 24     | 7      | 4            | 3            | 0               | 0               | 28       | 10       |
| Feyenoord           | Eredivisie     | Összesen       | 83     | 36     | 8            | 14           | 6               | 0               | 101      | 50       |
| Teljes karrier      | Teljes karrier | Teljes karrier | 526    | 256    | 42           | 26           | 67              | 31              | 636      | 314      |

### A válogatottban
| Nemzeti csapat | Szezon   | Mérk. | Gólok |
| -------------- | -------- | ----- | ----- |
| Hollandia      | 1996     | 1     | 0     |
| Hollandia      | 1997     | 1     | 0     |
| Hollandia      | 1998     | 0     | 0     |
| Hollandia      | 1999     | 0     | 0     |
| Hollandia      | 2000     | 7     | 0     |
| Hollandia      | 2001     | 6     | 0     |
| Hollandia      | 2002     | 5     | 2     |
| Hollandia      | 2003     | 6     | 1     |
| Hollandia      | 2004     | 15    | 3     |
| Hollandia      | 2005     | 2     | 0     |
| Összesen       | Összesen | 43    | 6     |

### Góljai a válogatottban
| #  | Dátum                         | Helyszín                                        | Ellenfél         | Gól | Verseny | Végeredmény                        |
| -- | ----------------------------- | ----------------------------------------------- | ---------------- | --- | ------- | ---------------------------------- |
| 1. | 2002. május 19.               | CMGI Field, Foxborough, Egyesült Államok        | Egyesült Államok | 1–0 | 2–0     | Barátságos mérkőzés                |
| 2. | 2002. október 16.             | Ernst Happel Stadion, Bécs, Ausztria            | Ausztria         | 3–0 | 3–0     | 2004-es Európa-bajnokság-selejtező |
| 3. | 20 August 2003. augusztus 20. | Baldvin király Stadion, Brüsszel, Belgium       | Belgium          | 1–1 | 1–1     | Barátságos mérkőzés                |
| 4. | 2004. április 28.             | Philips Stadion, Eindhoven, Hollandia           | Görögország      | 1–0 | 4–0     | Barátságos mérkőzés                |
| 5. | 2004. június 1.               | Stade Olympique de la Pontaise, Lausanne, Svájc | Feröer           | 2–0 | 3–0     | Barátságos mérkőzés                |
| 6. | 2004. 2004. június 23.        | Estádio Municipal de Braga, Braga, Portugália   | Lettország       | 3–0 | 3–0     | 2004-es Európa-bajnokság           |

## Edzői statisztika
2020. március 7-én lett frissítve.
| Csapat          | Nemzet  | –tól            | –ig               | Mérleg     | Mérleg | Mérleg | Mérleg | Mérleg |
| M               | GY      | D               | V                 | Győzelem % |        |        |        |        |
| --------------- | ------- | --------------- | ----------------- | ---------- | ------ | ------ | ------ | ------ |
| Feyenoord (U19) | holland | 2013. július 1. | 2015. június 30.  | 52         | 28     | 11     | 13     | 53.85  |
| Feyenoord (U21) | holland | 2016. július 1. | 2019. október 30. | 37         | 19     | 7      | 11     | 51.35  |